# Cupid Carries a Gun
«Cupid Carries a Gun» (рус. Купидон взял пушку) — песня американского рок-певца Мэрилина Мэнсона с его девятого студийного альбома The Pale Emperor, официально выпущенная в качестве третьего сингла 7 января 2015 года.

## История
46-секундный отрывок из песни (припев) был выпущен ещё 20 апреля 2014 года в качестве сопровождения для вступительной заставки телесериала «Салем» (также это первый отрывок из нового альбома, который услышали фанаты). В начале декабря 2014 года стало известно, что «Cupid Carries a Gun» станет третьим синглом с альбома, а также в сети появилась обложка сингла с Мэрилином Мэнсоном (фотограф — Nicholas Alan Cope). 8 января сингл стал доступен для платного скачивания, а также Мэрилин Мэнсон загрузил его на свой аккаунт в YouTube (песня сопровождалась повторяющимся 34-секундным видеороликом). В тот же день он поделился фотографией в Twitter с подписью «Now, Cupid carries a gun. Because», которая, возможно, является бэкстейджем со съёмок клипа на эту песню.

## Структура и стиль
«Cupid Carries a Gun» — блюз-роковая песня длительностью 4 мин 59 с. Трек начинается с «призрачной» электрогитары, фортепиано и блюзовой акустической гитары, Мэнсон в интро употребляет фразу «witch drums» (рус. ведьмины барабаны). В тексте присутствуют отсылки к колдовству, в основном, к паукам, змеям, воронам. Название тура в поддержку альбома The Pale Emperor (The Hell Not Hallelujah Tour), взято из текста «Cupid Carries a Gun» (…better pray for Hell, not Hallelujah…).
По информации от Ultimate Guitar, песня написана в четырёхдольном размере с умеренно-быстрым темпом в 120 ударов в минуту. Основная секвенция Em-D-Cm7-Bsus4-Bsus4/G-Bsus4/F# в куплете, а в припеве — E-G-D-А-Е-G.

## История релиза
| Регион | Дата          | Формат            | Лейбл                 |
| ------ | ------------- | ----------------- | --------------------- |
| Мир    | 7 января 2015 | Стриминг          | Loma Vista Recordings |
| Мир    | 7 января 2015 | Цифровая загрузка | Loma Vista Recordings |

## Участники записи
- Мэрилин Мэнсон (Marilyn Manson) — вокал
- Тайлер Бэйтс (Tyler Bates) — гитара, продюсирование
- Гил Шэрон (Gil Sharone) — ударные